# Fabryka Słów
Fabryka Słów (în română: „Fabrica de cuvinte”) este o editură poloneză din Varșovia. A fost înființată la Lublin în 2001 de Eryk Górski și Robert Łakuta, aceștia și-au dorit întotdeauna să publice o literatură bună care le-ar plăcea s-o citească ei înșiși. 
Editura este axată pe genurile fantasy și science fiction. Fabryka Słów publică, de asemenea, romane istorice și jurnalism, de exemplu Hubal de Jacek Komuda⁠(d) și Polactwo de Rafał Ziemkiewicz⁠(d). Deține mai multe serii de romane populare, în special: Pan Lodowego Ogrodu⁠(d) (Stăpânul grădinii de gheață) de Jarosław Grzędowicz⁠(d), Achaja (Achaia) de Andrzej Ziemiański, Ciclul Demon de Peter V. Brett, Seria Jakub Wędrowycz⁠(d) de Andrzej Pilipiuk⁠(d), Inkwizytor Mordimer de Jacek Piekara⁠(d). Din 2013 publică o serie literară denumită Fabryczna Zona⁠(d) (care face parte din universul S.T.A.L.K.E.R. postapocaliptic)
Prima carte publicată de Fabryka Słów a fost Kroniki Jakuba Wędrowycza de Andrzej Pilipiuk⁠(d), a fost primul volum al unei serii cu mai mult de cincisprezece titluri.
Alți autori polonezi de seamă care au lucrări publicate de editura Fabryka Słów sunt: Andrzej Ziemiański, Eugeniusz Dębski⁠(d), Jacek Komuda⁠(d), Rafał A. Ziemkiewicz⁠(d), Dariusz Domagalski, Jarosław Grzędowicz⁠(d), Maja Lidia Kossakowska⁠(d), Jacek Piekara⁠(d), Michał Gołkowski, Tomasz Kołodziejczak, Magdalena Kozak sau Adam Przechrzta.
Fabryka Słów publică și autori străini, de exemplu: Peter V. Brett, Miroslav Żamboch⁠(d), Angus Watson⁠(d), Brian McClellan⁠(d), A. C. Cobble, Patricia Briggs⁠(d), R. F. Kuang⁠(d) și Ilona Andrews⁠(d).
Cu ocazia promovării cărții lui Andrzej Pilipiuk⁠(d) Wampir z KC din 2018, editura a organizat un concurs în care se putea câștiga un exemplar din orice carte. Pentru a participa, a trebuit ca fiecare concurent să doneze sânge în perioada 4–18 aprilie 2018 și să trimită confirmarea la adresa de e-mail furnizată. Acțiunea s-a numit Am citit până la ultima picătură de sânge (Czytam do ostatniej kropli krwi).